# Aboudeïa (département)
Pour les articles homonymes, voir Aboudeïa.
Le département d'Aboudeïa est un des 3 départements composant la région du Salamat au Tchad. Son chef-lieu est Aboudeïa.

## Subdivisions
Le département d'Aboudeïa est divisé en 3 sous-préfectures :
- Aboudeïa
- Abgué
- Am Habilé

## Administration
Préfets d'Aboudeïa (depuis 2002)
- 9 octobre 2008 : Adoum Baba Djamoussa[1]
- 3 novembre 2009 : Ahmat Mahamat Al-Bachar[2]